# Heo Chohui
Heo Chohui (* 1563 in Gangneung; † 19. März 1589) war eine koreanische Dichterin und Schriftstellerin, Malerin und Künstlerin, während der Joseon-Dynastie. Ihr Künstlername war Nanseolheon (난설헌, 蘭雪軒) und Nanseoljae (난설재, 蘭雪齋).
Sie schrieb mehrere hundert Gedichte in Chinesischen Schriftzeichen und einem traditionellen chinesischen Stil, von denen aber nur ein Teil erhalten ist.

## Biografie

### Familie
Geboren wurde Heo Chohui Gangneung als Tochter von Heo Yeop (Hangeul: 허엽) und seiner 2. Frau (von ihr ist nur der Familienname Kim (Hangeul: 김) überliefert). Ihr Vater war ein angesehener Gelehrter und Politiker, der dem Stand der Yangban angehörte und eine sehr konservative konfuzianische Weltanschauung vertrat, insbesondere das Prinzip des namjon-yubi (Männer oben, Frauen unten).
In erster Ehe war er mit der Tochter von Prinz Seop'yeong verheiratet, aus dieser Ehe gingen zwei Töchter und ein Sohn hervor.
Seine zweite Frau war die Tochter eines Ministers. Aus dieser Ehe gingen Chohui, ihr älterer Bruder Heo Pong und ihr Jüngerer Heo Gyun (1569–1618) hervor.

### Kindheit und Jugend
Der Vater hielt Bildung für Mädchen für überflüssig. Chohuis älterer Bruder Pong erkannte jedoch ihre Talente und ihre Neugier. Er brachte ihr Lesen und Schreiben bei und machte sie mit Literatur vertraut. Später brachte er sie, entsprechend ihren Neigungen, mit Schriftstellern und Künstlern ihrer Zeit in Kontakt. Schnell fiel sie mit ihrem ausgeprägten Talent für das Dichten auf, auch wenn ihr als Frau eine darauf aufbauende echte gesellschaftliche Karriere versagt blieb. Ihr frühes Gedicht „Inschriften im Dachbalken des Weiße-Jade-Pavillons im Kwanghan-Palast“ („Kwanghanjeon Paegongnu sangnangmun“), das sie bereits im Alter von 8 Jahren verfasst haben soll, wurde jedoch als ein Meisterwerk der Dichtkunst gelobt. Ihr Talent für Hanmun, einer Form chinesischer Dichtung, veranlasste ihren Bruder Heo Pong auch, ihr schon früh chinesische Schriftzeichen beizubringen und sie in die Fünf Klassiker von Konfuzius einzuführen.
Trotzdem hatte Heo Pong zum Konfuzianismus und dessen Interpretation in seiner Zeit eine ausgeprägt kritische Haltung. Er wurde deshalb schließlich für drei Jahre in die Verbannung nach Kapsan (갑산군) geschickt. Chohuis jüngerer Bruder Heo Gyun, der eine ähnliche Begabung für die Dichtkunst hatte, und dessen Lehrer Yi Dal 李達, ein Freund Heo Pongs, übernahmen es nun, Heo Chohui zu fördern und ihr die Kontakte in literarische Zirkel zu ermöglichen, die ihr als Frau sonst nicht möglich gewesen wären.
Der Einfluss Yi Dals auf Chohui lässt sich an den Gedichten nachvollziehen, die von ihr erhalten sind.

### Ehe
Durch erhaltene Aufzeichnungen ihres Bruders Heo Gyun ist überliefert, das Heo Chohui den Sohn eines Beamten heiratete, Kim Seongnip. Zeitpunkt und nähere Umstände dieser Heirat sind jedoch nicht bekannt. Wie aus den Aufzeichnungen Heo Gyuns ebenfalls hervorgeht, war die Ehe jedoch nicht glücklich. Ihr Mann soll regelmäßig fremdgegangen sein, und auch der Schwiegermutter waren das selbstbewusste Auftreten und die unkonventionellen Ansichten von Heo Chohui ein Dorn im Auge.
Sie bekam zwei Kinder, einen Jungen und ein Mädchen. Die Kinder starben sehr jung in aufeinander folgenden Jahren. Nachdem kurz darauf auch ihr älterer Bruder Heo Pong in der Verbannung gestorben war, starb innerhalb eines Jahres auch Heo Chohui am 19. März 1589, im Alter von 27 Jahren.

## Ihre Zeit
In der frühen Joseon-Periode, speziell in der politischen Sajang-Schule und der akademischeren Sallim-Schule, war Literatur stark durch die konfuzianische und neo-konfuzianische Literatur-Tradition beeinflusst. Das heißt, Literatur diente in erster Linie dazu, die konfuzianische Morallehre zu vermitteln. Dies galt auch für Gedichte. Die Gedichtform diente in erster Linie dazu, dass ein Text besser behalten werden konnte, um so auch die Teile der Bevölkerung zu erreichen, die nicht lesen konnten. Dichtung war Teil der Beamtenprüfungen. Gedichte folgten eng gefassten Regeln.
Zur Zeit Heo Chohuis kam es aber mehr und mehr in Mode, sich von diesen strengen Regeln zu lösen; Heo Chohui hatte daran Anteil. Ihre Gedichte fallen insbesondere durch ihr breites Spektrum an Themen auf, unter anderem hervorgerufen durch die starke Veränderung ihrer Stimmungslage nach ihrer Heirat und der Verbannung ihres älteren Bruders.

## Wirken
Ein großer Teil ihrer Gedichte wurden auf ihren eigenen Wunsch nach ihrem Tod verbrannt. Die erhaltenen Schriften wurden in der
Heo Kyeongnan's Sammlung Nansŏrhŏn chip aus dem Jahre 1913 zusammengetragen. Die Sammlung enthält 211 Gedichte in verschiedenen chinesischen Stilen.
Bei den erhaltenen Gedichten fällt auf, dass ein Teil der Gedichte im chinesischen Tang-Stil verfasst sind, die Schönheit der Natur beschreiben, folkloristische Motive enthalten und eine fröhlich optimistische Stimmung ausdrücken; dagegen ein anderer Teil von der Mühsal und den Leiden einer verheirateten Frau handeln.
Forscher, wie Kim-Renaud und Choe-Wall, die sich mit ihren Schriften beschäftigt haben, äußerten die Vermutung, dass sie lange mit ihren Brüdern zusammen gelebt und erst spät geheiratet hat.
Da die Gedichte nicht datiert sind, vermuten sie, dass Erstere in die Zeit fallen, in der sie mit ihren Brüdern zusammen lebte und von ihnen gefördert wurde, zweitere dagegen nach ihrer Heirat bzw. der Verbannung ihres Bruders entstanden sind. Gesicherte Quellen existieren dafür aber nicht.
Zwei Gedichte, die in Hangeul, (dem Koreanischen Alphabet) geschrieben sind, werden ihr ebenfalls zuweilen zugeschrieben, jedoch ist diese Zuordnung umstritten. Hangeul galt in der damaligen Zeit als einer höher gestellten Familie nicht würdig.
Neben ihren Gedichten ist Heo Chohui auch für ihre Gemälde bekannt.

### Auswahl an Gedichten
Das Gedicht „Lied in einer Herbstnacht“ wird ihrer frühen phantasievollen bildhaften Schaffensphase. Es ist ein Sieben-Silben cheolgu.
秋夜曲
 蟪蛄切切風瀟瀟
 芙蓉香褪永輪高
 佳人手把金錯刀
 挑燈永夜縫征袍
 玉漏微微燈耿耿
 罹幃寒逼秋宵永
 邊衣裁罷剪刀冷
 滿窓風動芭蕉影

Heo Nanheoseon,
Original chinesisch.
Nach Kuiwon
Lied einer Herbstnacht

Die Heuschrecken sind ernst und gefühlvoll; der Wind ist rein und klar.

Der Duft des Lotus verfliegt; über mir das ewige Rad.

Die Hand einer schönen Frau greift nach einer vergoldeten Münze;

Sie entzündet den Docht einer Lampe und bis tief in die Nacht näht sie am Kleidungsstück eines Herrn.

Die Wasseruhr ist trübe und beschlagen; die Lampe leuchtet hell.

In das löchrige Zelt kriecht die Kälte und die Herbstnacht nimmt kein Ende.

Die Kleidung ist am Zaun getrocknet; die Schere ist erkaltet.

Auf dem Fenster spielen die Schatten der Äste eines Baumes die der Wind bewegt.

Heo Nanheoseon,
von Kuiwon ins Englische übersetzt, deutsche Übersetzung aus dem Englischen
„Die junge Näherin“, oder „Lied für ein armes Mädchen“, ist eines ihrer Gedichte, in denen sie an ärmeren Bevölkerungsschichten Anteil nimmt. Es ist ein Fünf-Silben-cheolgu.
貧女吟
 豈是乏容色
 工鍼復工織
 少小長寒門
 良媒不相識
 夜久織未休
 戛戛鳴寒機
 機中一匹練
 終作阿誰衣
 手把金翦刀
 夜寒十指直
 爲人作嫁衣
 年年還獨宿

Heo Nanheoseon,
Original Chinese.
Die junge Näherin

Wie kann dieses erschöpfte Gesicht Liebreiz ausstrahlen?

Arbeiten an einer Stickerei, dann zurück an den Webstuhl.

Hinter einem Tor wo es wenig gibt, fast nichts, und schon lange keine Wärme mehr.

Der Heiratsvermittler macht einen Bogen um solche Armseligkeit.

Die ganze Nacht hindurch, ohne Pause, den Hanf weben,

der Webstuhl geht klack-klack, klack-klack, der Klang macht frösteln.

Einen Ballen Stoff am Webstuhl weben und die Frage:

für welche Familie, welche Tochter wird daraus das Brautkleid genäht?

Die Schere in der Hand, den Stoff in Stücke schneiden;

und obwohl die Nacht kalt ist, sind alle zehn Finger noch gerade.

Ich mache die Hochzeitsgarderobe der anderen,

dabei muss ich Jahr für Jahr alleine schlafen.

Heo Nanheoseon,
von Kuiwon ins Englische übersetzt, deutsche Übersetzung aus dem Englischen
„Klage einer Frau“ ein weiteres Sieben-Silben-cheolgu, repräsentiert eine Schaffensphase, von der man annimmt, dass sie nach ihrer Heirat und nach der Verbannung ihres älteren Bruders Heo Pong entstanden ist.
閨怨
 錦帶羅裙積淚痕
 一年芳草恨王孫
 瑤箏彈盡江南曲
 雨打梨花晝掩門
 月樓秋盡玉屛空
 霜打蘆洲下暮鴻
 瑤瑟一彈人不見
 藕花零落野塘中

Heo Nanheoseon,
Original Chinese
Klage einer Frau

Die bestickte Schärpe und das Seidenkleid sind von Tränen durchnässt,

Jedes Jahr beklagen duftenden Pflanzen einen fürstlichen Freund.

Auf meiner Laute spiele ich das Lied vom Süd-Fluss bis zum Ende;

Schauer von Pfirsichblüten regnen gegen die Tür, die den ganzen Tag verschlossen ist.

Der Herbst ist vergangen; der Mond scheint auf den Pavillon; seine Scheiben aus Jade trostlos.

Raureif überkrustet die Schilfinsel; Wildgänse rasten für die Nacht.

Ich spiele auf dem Jaspis Laute. Niemand nimmt mich wahr.

Lotusblätter fallen in den Teich.

Heo Nanheoseon,
von Yang-hi Cheo-Wall ins Englische übersetzt, deutsche Übersetzung aus dem Englischen.

### Sammlungen
- Nanseolheon jip
- Chwesawonchang

### Bilder

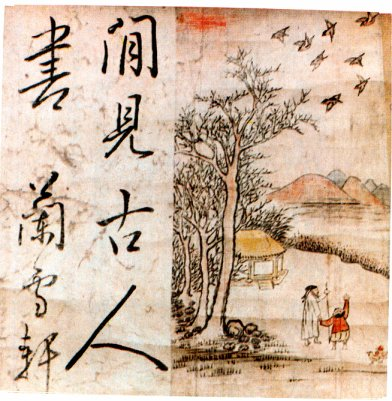
Anggan bigeumdo, von Heo Nanseolheon gemalt
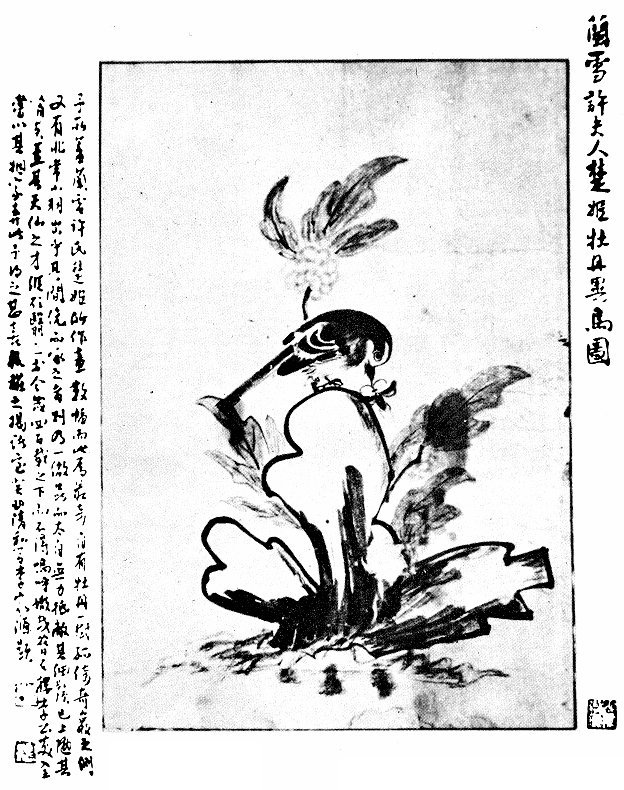
Mukjodo
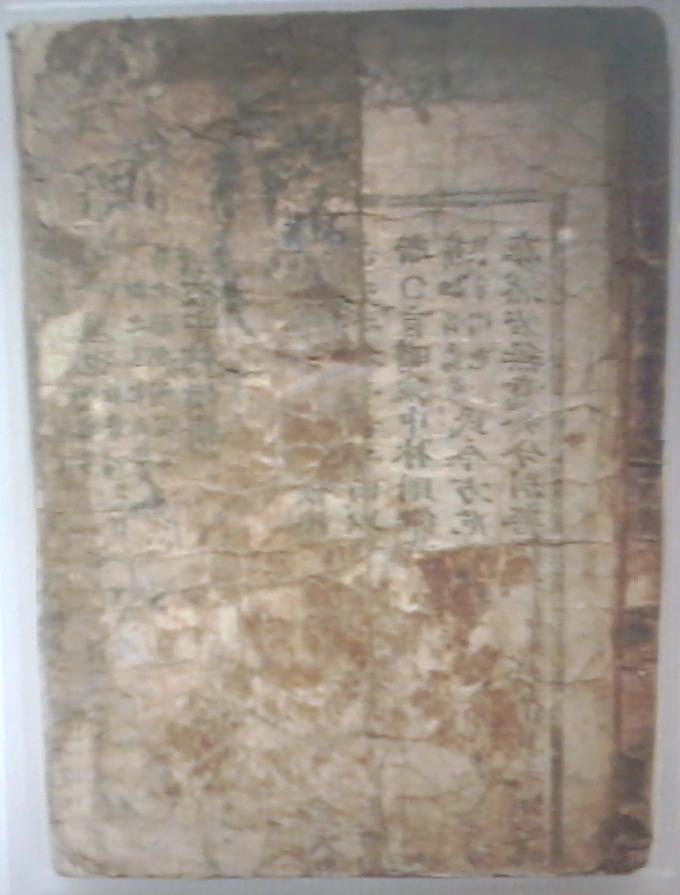
Nanseolheon jip
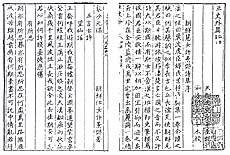
Ihr Gedichtband Chwesawonchang (1612)
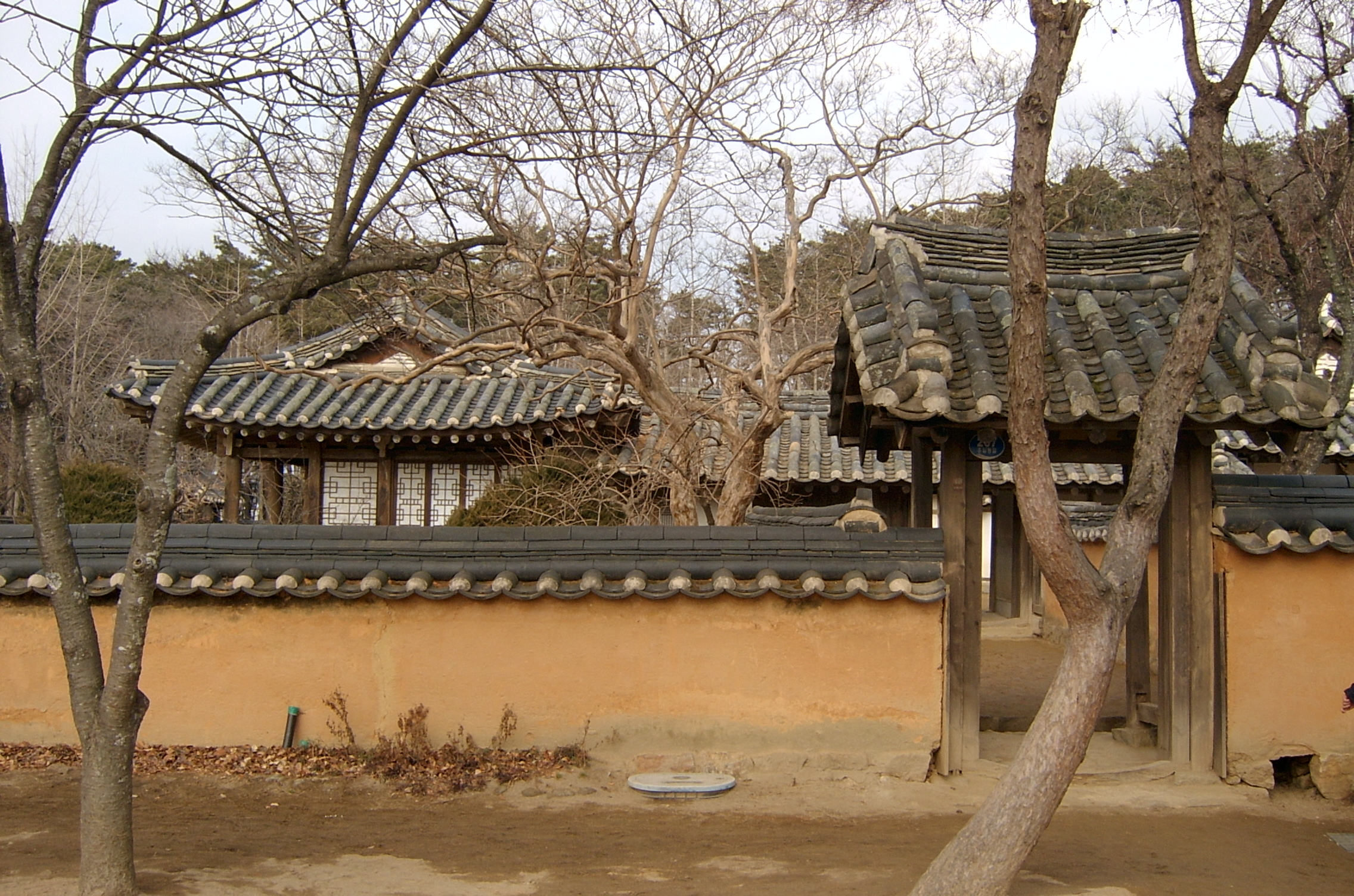
Das Haus, in dem sie geboren wurde